# علی‌آباد بساب
 علی‌آباد بساب، روستایی از توابع بخش مرکزی شهرستان بافق در استان یزد ایران است.
https://web.archive.org/web/20190515085455/http://basab.rasekhoonblog.com/

## جمعیت
این روستا در دهستان سبزدشت قرار دارد و براساس سرشماری مرکز آمار ایران در سال ۱۳۸۵، جمعیت آن ۴۴ نفر (۲۱خانوار) بوده‌است.